# Anne Giafferi
Pour les articles homonymes, voir Giafferi.
Anne Giafferi est une réalisatrice et scénariste française.

## Biographie
Elle est l'épouse du producteur Thierry Bizot.

## Filmographie

### Réalisation
- 2007 : Fais pas ci, fais pas ça Saison 1
- 2009 : Fais pas ci, fais pas ça Saison 2
- 2010 : Qui a envie d'être aimé ?
- 2014 : Des frères et des sœurs (TV)
- 2014 : La Vie à l'envers (TV)
- 2015 : Ange et Gabrielle
- 2018 : Qu'est-ce qu'on attend pour être heureux ? (TV)
- 2019 : Ni une ni deux
- 2023 : Heureusement qu'on s'a (TV)

### Scénario
- 2003 : Poil de carotte (TV)
- 2004 : Le Silence de la Mer (TV)
- 2006 : Des fleurs pour Algernon (TV)
- 2006 : Le procès de Bobigny (TV)
- 2006 : Petits meurtres en famille Saison 1
- 2007 : Fais pas ci, fais pas ça
- 2009 : Les Petits Meurtres d'Agatha Christie
- 2010 : Qui a envie d'être aimé ?
- 2014 : Des frères et des sœurs (TV)
- 2014 : La Vie à l'envers (TV)

## Distinctions
- 2014 : Meilleur scénario au Festival de la fiction TV de La Rochelle pour La Vie à l'envers[2]